# Geranomyia sylvania
Geranomyia sylvania is een tweevleugelige uit de familie steltmuggen (Limoniidae). De soort komt voor in het Neotropisch gebied.